# Noord-Macedonië op het Eurovisiesongfestival 2022
Noord-Macedonië nam deel aan het Eurovisiesongfestival 2022 in Turijn, Italië. Het was de 21ste deelname van het land aan het Eurovisiesongfestival. MRT was verantwoordelijk voor de Noord-Macedonische bijdrage voor de editie van 2022.

## Selectieprocedure
MRT koos, in tegenstelling tot de voorgaande jaren, een pre-selectie te houden om de Noord-Macedonische deelnemer aan het Eurovisiesongfestival 2022 te bepalen. Zij besloot Za Evrosong 2022 te organiseren als nationale preselectie voor het Eurovisiesongfestival. Geïnteresseerden konden zich van 10 december 2021 tot 16 januari 2021 inschrijven voor deelname. MRT ontving uiteindelijk 47 inschrijvingen, en gaf op 21 januari 2022 de namen van de zes geselecteerde kandidaten vrij. Onder de juryleden die dit bepaalden zat Jana Burčeska, de Macedonische deelnemer aan het Eurovisiesongfestival 2017.
Za Evrosong 2022 vond plaats op 28 januari 2022 en 4 februari 2022. De presentatie lag in handen van Aleksandra Jovanovaska en Jana Burčeska. In de eerste show op 28 januari werden de kandidaten voorgesteld en mochten ze allen hun nummer ten gehore brengen. De kijkers kregen tot 4 februari 2022 de tijd om op hun favoriet te stemmen. Bij een gelijke stand gaven de jurypunten de doorslag. In de tweede show werden de resultaten onthuld en werd bekend dat Andrea Kojevska met het nummer Circles' met de zegepalm aan de haal ging en Noord-Macedonië zou vertegenwoordigen op het Eurovisiesongfestival 2022.

## Za Evrosong 2022
| Plaats | Artiest             | Lied             | Jury | Publiek | Totaal |
| ------ | ------------------- | ---------------- | ---- | ------- | ------ |
| 1      | Andrea Kojevska     | Circles          | 12   | 8       | 20     |
| 2      | Viktor Apostolovski | Superman         | 8    | 12      | 20     |
| 3      | Kaly                | Love and Light   | 6    | 10      | 16     |
| 4      | Lara Ivanova        | Flower of Sorrow | 10   | 5       | 15     |
| 5      | Yon Idy             | Dreams           | 7    | 7       | 14     |
| 6      | Ris Flower          | Flying to Berlin | 5    | 6       | 11     |

## In Turijn
Noord-Macedonië trad aan in de tweede halve finale, op donderdag 12 mei 2022. Andrea was als elfde van achttien acts aan de beurt, net na Brooke Scullion uit Ierland en gevolgd door Stefan Airapetjan uit Estland. Noord-Macedonië eindigde uiteindelijk op de onfortuinlijke elfde plaats met 76 punten, net onvoldoende voor kwalificatie voor de finale.
1998 · 1999 · 2000 · 2001 · 2002 · 2003 · 2004 · 2005 · 2006 · 2007 · 2008 · 2009 · 2010 · 2011 · 2012 · 2013 · 2014 · 2015 · 2016 · 2017 · 2018 · 2019 · 2020 · 2021 · 2022 · 2023-2025
Albanië · Armenië · Australië · Azerbeidzjan · België · Bulgarije · Cyprus · Denemarken · Duitsland · Estland · Finland · Frankrijk · Georgië · Griekenland · Ierland · IJsland · Israël · Italië · Kroatië · Letland · Litouwen · Malta · Moldavië · Montenegro · Nederland · Noord-Macedonië · Noorwegen · Oekraïne · Oostenrijk · Polen · Portugal · Roemenië · San Marino · Servië · Slovenië · Spanje · Tsjechië · Verenigd Koninkrijk · Zweden · Zwitserland